# Bye Bye la France
Pour plus de détails, voir Fiche technique et Distribution.
Bye Bye la France est un film dramatique marocain réalisé par Doha Moustaquim et sorti en 2021.

## Distribution
- Nasser Akabab
- Rafik Boubker
- Tarik Boukhari
- Sanaa Mezguy
- Fatimzahra Lahrach
- Wilfrid Grenier
- Mohamed Bichara

## Production
Le film a été réalisé par Doha Moustaquim et produit par  Nour film studio.

## Réception
Doha Moustaquim, une réalisatrice marocaine, a dirigé Bye Bye la France. Elle a apporté sa vision artistique unique à travers une mise en scène maîtrisée et un style visuel captivant. Sa direction artistique a créé une atmosphère immersive qui plonge les spectateurs au cœur de l'histoire. Doha Moustaquim a également su guider les acteurs avec habileté, les aidant à livrer des performances sincères et percutantes. Son talent pour capturer les émotions et les nuances des personnages a contribué à rendre le film authentique et mémorable.